# 私立兴贤大学
私立兴贤大学是曾位于山西省太原市的一所高等学校。

## 历史沿革
太原人士严敬斋等40人在成立“兴贤学社”后，于1924年8月开办了私立兴贤大学。校址初在太原市缉虎营街四川会馆，后迁至南门外。开始仅设预科，到1928年共招收大学本科法律与政治5班，专门本科4班，共计学生280余人。
1929年，学校与私立山右大学合并组建了私立并州大学。